# Cocaine (песня)
Cocaine (рус. Кокаин) — песня, написанная Джей Джей Кейлом в 1976 году. Более известна кавер-версия, записанная Эриком Клэптоном. Allmusic назвал последнюю «бессмертным хитом Клэптона» и отмечает, что «даже для такого музыканта как Клэптон, с большим количеством качественных работ, Cocaine считается одной из лучших».

Глин Джонс, ранее работавший с The Who, Led Zeppelin и The Rolling Stones, продюсировал запись Клэптона, которая была издана в альбоме Эрика «Slowhand» в 1977 году, а как сингл — в 1980. Live-версия песни, записанная в Токио для альбома «Just One Night», попала в чарт Billboard Hot 100 под 30 номером в 1980 году. Cocaine стала одной из нескольких песен Кейла, записанных Эриком Клэптоном, включая «After Midnight» и «Travelin' Light» (с альбома «Troubadour»).
Также, широко известно исполнение песни группой Nazareth и на концертах, и Live-версии, вошедшие в их альбомы The Fool Circle (1981) и It’s Naz (1981).
Менее известен вариант исполнения песни британской рок-группой Sweet, вошедший (т.ж. в Live-версии) в сборник «Live In Philadelphia» 1978 года.
Также кавер на эту песню записан английской группой O.L.D. на альбоме 1988 года «Old Lady Drivers»